# Andrée Lafayette
Pour les articles homonymes, voir Lafayette.
Andrée Rose Godard dite Andrée Lafayette, également connue sous le nom de comtesse Andrée de la Bigne (née le 19 mai 1903 à Achères, aujourd'hui dans les Yvelines, et morte le 3 octobre 1989 à Équemauville dans le Calvados), est une actrice française.

## Biographie
Andrée Lafayette, dite « Comtesse Andrée de la Bigne », est née Andrée Rose Godard, de Paul Jules Auguste Godard, conducteur de train, et de Julia Pâquerette Fossey. Née à Paris, dans le 9e arrondissement, le 3 mars 1868, sa mère est la fille reconnue de Richard Fossey, rentier, et d'Émilie Louise Delabigne, alors âgée de 19 ans et prostituée, qui devient plus tard la célèbre demi-mondaine Valtesse de la Bigne.
Andrée Rose se marie à l'Américain Arthur May Constant en 1923 et part vivre avec lui aux États-Unis. Exerçant le métier d'actrice, elle obtient son premier grand rôle dans le film muet Trilby (en). Elle poursuit ensuite sa carrière jusqu'en 1953 en France et aux États-Unis.
Au début des années 1930, elle rencontre le prince André de Grèce, qui devient son amant. Celui-ci est le père du prince Philip, mari de la reine Élisabeth II du Royaume-Uni,,.
Son mari meurt en 1943 alors qu'il pilotait un avion.

## Filmographie
- 1923 : Trilby (en) de James Young : Trilby
- 1924 : Why Get Married? de Paul Cazeneuve : Marcia Wainright
- 1927 : Glanz und Elend der Kurtisanen de Manfred Noa : Renée
- 1927 : Die Achtzehnjährigen de Manfred Noa : Yvette de Valombres
- 1927 : Der große Unbekannte de Manfred Noa : Else Marlowe
- 1927 : Rue de la Paix d'Henri Diamant-Berger : Thérèse, un mannequin
- 1928 : Le Boureau (Der Henker) de Theodor Sparkuhl et Adolf Trotz : la barmaid
- 1928 : Casanovas Erbe de Manfred Noa
- 1929 : Fécondité de Nicolas Evreinoff et Henri Etiévant : la baronne Séraphine
- 1932 : Les Trois Mousquetaires d'Henri Diamant-Berger : la reine Anne d'Autriche
- 1932 : Le Carillon de la liberté de Gaston Roudès : Nora Sigrid
- 1934 : La Dame aux camélias de Fernand Rivers et Abel Gance : Olympe
- 1934 : Fanatisme de Tony Lekain et Gaston Ravel : l'impératrice Eugènie
- 1948 : La Révoltée de Marcel L'Herbier
- 1951 : Monsieur Fabre d'Henri Diamant-Berger
- 1953 : Le Chasseur de chez Maxim's d'Henri Diamant-Berger : Madame de Beaubourg